# Nikolaj Resjetikhin
Nikolaj Jurjevitj Resjetikhin (russisk: Николай Юрьевич Решетихин, født 10. oktober 1958 i Leningrad, Sovjetunionen) er en matematisk fysiker, der er ansat som professor i matematik på University of California, Berkeley og jævnligt gæster Aarhus Universitet. Hans forskning ligger inden for områderne lavdimensional topologi, repræsentationsteori og kvantegrupper. Han er primært kendt for sine bidrag til området kvantetopologi, som han udviklede sammen med Edward Witten og Vladimir Turajev.
Han fik sin bachelor- og master-uddannelse på Leningrads Statsuniversitet i 1982 og sin ph.d. fra Steklov Matematisk Institut i 1984.